# Qua cơn mê (album)
Dạ khúc cho tình nhân 2 – Qua cơn mê hay gọi ngắn gọn là Qua cơn mê là album tình khúc 1954–1975 nằm trong loạt album Dạ khúc cho tình nhân của Đàm Vĩnh Hưng được phát hành năm 2008. Với album này, Đàm Vĩnh Hưng trở thành ca sĩ đầu tiên được hát lại hai sáng tác của Lam Phương là "Phút cuối" và "Thành phố buồn" trong lãnh thổ Việt Nam sau nhiều năm không được phép lưu hành.

## Sản xuất

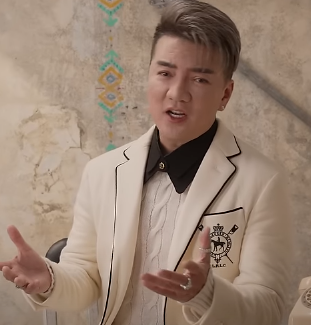
Đàm Vĩnh Hưng

Tựa đề phụ của Dạ khúc cho tình nhân 2 ban đầu là Thành phố buồn sau đó vì nhiều lý do mà được đổi thành Qua cơn mê. Album đánh dấu lần đầu Đàm Vĩnh Hưng hợp tác với nhạc sĩ hòa âm Minh Mẫn.

### Danh sách ca khúc
| STT | Nhan đề                                   | Sáng tác                        | Thời lượng |
| --- | ----------------------------------------- | ------------------------------- | ---------- |
| 1.  | "Thành phố buồn"                          | Lam Phương                      |            |
| 2.  | "Đà Lạt hoàng hôn"                        | Minh Kỳ – Dạ Cầm                |            |
| 3.  | "Chuyện hẹn hò"                           | Thanh Trân Trần Thị             |            |
| 4.  | "Sao em nỡ đành quên"                     | Tô Thanh Tùng                   |            |
| 5.  | "Định mệnh"                               | Song Ngọc                       |            |
| 6.  | "Phút cuối"                               | Lam Phương                      |            |
| 7.  | "Nỗi buồn gác trọ"                        | Hoài Linh – Mạnh Phát           |            |
| 8.  | "Mưa chiều kỷ niệm"                       | Duy Yên - Quốc Kỳ               |            |
| 9.  | "Hàn Mặc Tử"                              | Trần Thiện Thanh                |            |
| 10. | "Mưa rừng"                                | Huỳnh Anh                       |            |
| 11. | "Chuyện tình không suy tư"                | Tâm Anh                         |            |
| 12. | "Yêu người như thế đó"                    | Trần Thiện Thanh – Phạm Lê Phan |            |
| 13. | "Bài cuối cho người tình (với Thái Châu)" | Nguyễn Vũ                       |            |
| 14. | "Mùa mưa đi qua"                          | Du Uyên                         |            |
| 15. | "Cho vừa lòng em"                         | Phan Trần                       |            |
| 16. | "Nửa đêm ngoài phố"                       | Trúc Phương                     |            |
| 17. | "Qua cơn mê"                              | Trịnh Lâm Ngân                  |            |
| 18. | "Phận tơ tằm"                             | Minh Kỳ – Hồ Tịnh Tâm           |            |

## Phát hành
Dạ khúc cho tình nhân 2 được ra mắt tại Hà Nội tối ngày 19 tháng 8 và Thành phố Hồ Chí Minh trong hai đêm 23 và 24 tháng 8 năm 2008 phát hành chính thức từ ngày 22 tháng 8 năm 2008 dưới dạng CD đi kèm DVD của live show Sinh viên họ Đàm.

## Đón nhận

### Bản đặc biệt
Trong chương trình Dạ tiệc trắng của Đàm Vĩnh Hưng diễn ra tối ngày 2 tháng 10 năm 2010, bản đặc biệt của album Dạ khúc cho tình nhân 2 – Qua cơn mê được làm từ vàng thật, đã được đem ra đấu giá ở mức khởi điểm 3.000USD và được chốt ở mức giá 25.000USD. Đêm diễn cũng được ghi nhận với 4 Kỷ lục Việt Nam.
Tính đến năm 2016, Dạ khúc cho tình nhân 2 – Qua cơn mê đã phát hành được 120.000 bản.

### Đánh giá
Trong chương trình Liveshow tháng 10 của Album Vàng 2008, nhạc sĩ Tôn Thất Lập cho rằng album tạo được dư luận xã hội rất tốt. Phần phối khí là ưu điểm của album này,... làm cho các ca khúc thoát ra khỏi cái buồn bã, ẻo lả, sướt mướt của nhạc xưa.

### Giải thưởng
| Năm  | Giải thưởng       | Đề cử                                           | Kết quả   | Chú thích     |
| ---- | ----------------- | ----------------------------------------------- | --------- | ------------- |
| 2008 | Album Vàng 2008   | Album được yêu thích tháng 10                   | Đoạt giải | [ 13 ]        |
| 2008 | Album Vàng 2008   | Album nghệ thuật xuất sắc tháng 10              | Đoạt giải | [ 13 ]        |
| 2009 | Album Vàng 2008   | Album được yêu thích nhất năm                   | Đoạt giải | [ 14 ] [ 15 ] |
| 2009 | Mai Vàng 2008     | Giải cá nhân: Nam ca sĩ nhạc nhẹ được yêu thích | Đoạt giải | [ 17 ]        |
| 2010 | Zing Music Awards | Top 10 Album của năm                            | Đoạt giải | [ 18 ]        |